# Courchamps (Maine-et-Loire)
Pour les articles homonymes, voir Courchamps.
Courchamps est une commune française située dans le département de Maine-et-Loire, en région Pays de la Loire.

## Géographie

### Localisation
Commune angevine du Saumurois, Courchamps se situe à l'ouest du Coudray-Macouard, sur la route D 162, Le Coudray-Macouard.

### Climat
Pour des articles plus généraux, voir Climat des Pays de la Loire et Climat de Maine-et-Loire.
En 2010, le climat de la commune est de type climat océanique altéré, selon une étude du CNRS s'appuyant sur une série de données couvrant la période 1971-2000. En 2020, Météo-France publie une typologie des climats de la France métropolitaine dans laquelle la commune est exposée à un climat océanique et est dans la région climatique Moyenne vallée de la Loire, caractérisée par une bonne insolation (1 850 h/an) et un été peu pluvieux.
Pour la période 1971-2000, la température annuelle moyenne est de 11,4 °C, avec une amplitude thermique annuelle de 14,3 °C. Le cumul annuel moyen de précipitations est de 586 mm, avec 10,8 jours de précipitations en janvier et 6 jours en juillet. Pour la période 1991-2020, la température moyenne annuelle observée sur la station météorologique de Météo-France la plus proche, « Mont-Bellay-Inra », sur la commune de Montreuil-Bellay à 8 km à vol d'oiseau, est de 12,8 °C et le cumul annuel moyen de précipitations est de 616,3 mm,. Pour l'avenir, les paramètres climatiques de la commune estimés pour 2050 selon différents scénarios d'émission de gaz à effet de serre sont consultables sur un site dédié publié par Météo-France en novembre 2022.

## Urbanisme

### Typologie
Au 1er janvier 2024, Courchamps est catégorisée commune rurale à habitat dispersé, selon la nouvelle grille communale de densité à sept niveaux définie par l'Insee en 2022.
Elle est située hors unité urbaine. Par ailleurs la commune fait partie de l'aire d'attraction de Saumur, dont elle est une commune de la couronne,. Cette aire, qui regroupe 31 communes, est catégorisée dans les aires de 50 000 à moins de 200 000 habitants,.

### Occupation des sols
L'occupation des sols de la commune, telle qu'elle ressort de la base de données européenne d’occupation biophysique des sols Corine Land Cover (CLC), est marquée par l'importance des territoires agricoles (80,8 % en 2018), une proportion sensiblement équivalente à celle de 1990 (81,6 %). La répartition détaillée en 2018 est la suivante : 
terres arables (63,7 %), cultures permanentes (9,7 %), forêts (9,2 %), zones urbanisées (7,7 %), zones agricoles hétérogènes (7,5 %), milieux à végétation arbustive et/ou herbacée (2,3 %). L'évolution de l’occupation des sols de la commune et de ses infrastructures peut être observée sur les différentes représentations cartographiques du territoire : la carte de Cassini (XVIIIe siècle), la carte d'état-major (1820-1866) et les cartes ou photos aériennes de l'IGN pour la période actuelle (1950 à aujourd'hui).

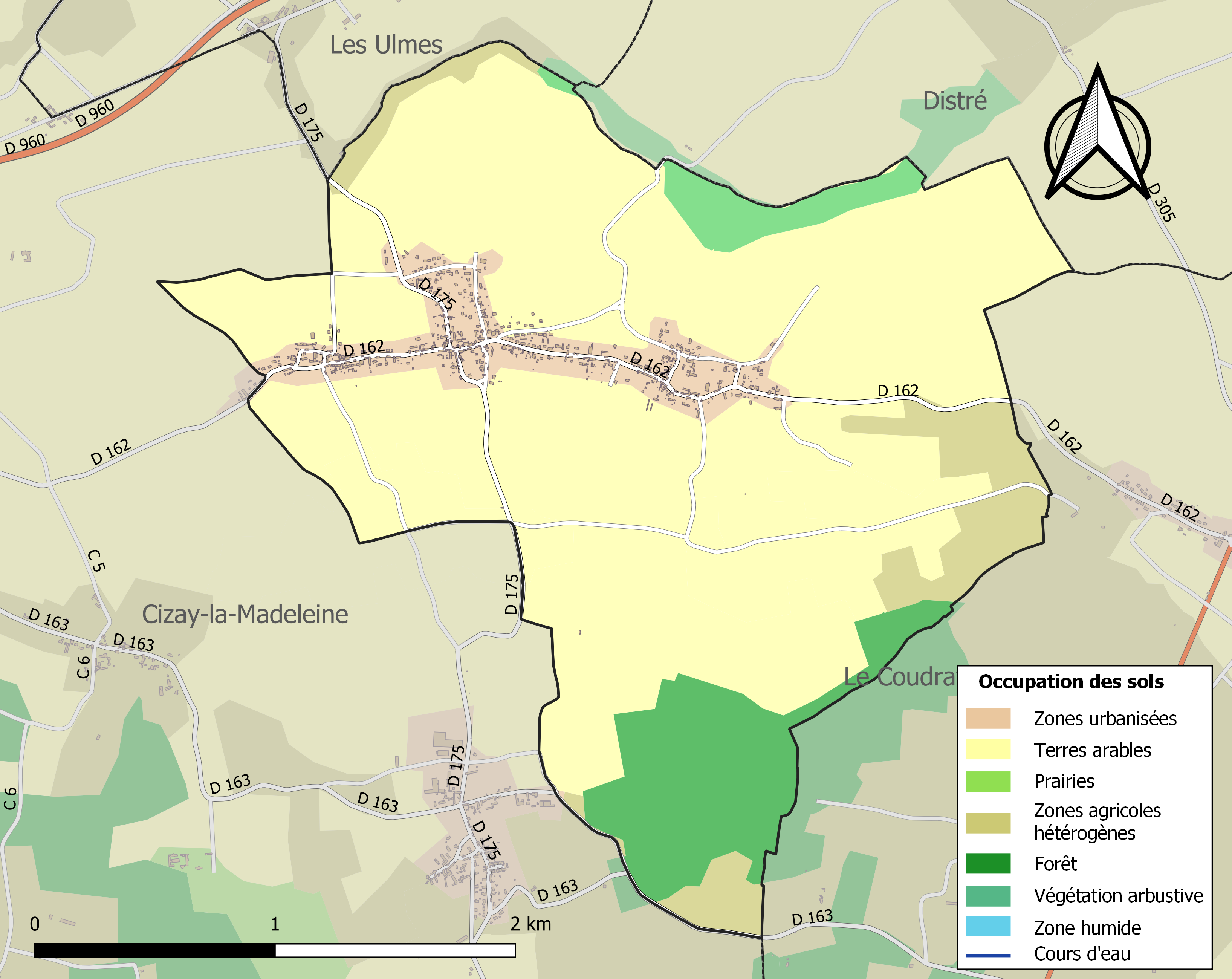
Carte des infrastructures et de l'occupation des sols de la commune en 2018 (CLC).

## Toponymie
Curtus Campus au XIe siècle, Corchamp au XIVe siècle.

## Histoire
Pendant la Première Guerre mondiale, 15 habitants perdent la vie. Lors de la Seconde Guerre mondiale, un habitant est tué.

## Politique et administration

### Administration municipale
| Période                                  | Période                     | Identité                 | Étiquette | Qualité            |
| ---------------------------------------- | --------------------------- | ------------------------ | --------- | ------------------ |
| an V                                     |                             | Pinot                    |           | agent municipal    |
| 1798                                     |                             | Mocquin                  |           | agent municipal    |
| 1800                                     |                             | Jean Fournier            |           | maire              |
| 1824                                     |                             | Abraham Pinot            |           |                    |
| 1830                                     |                             | Denis Parrain            |           |                    |
| 1835                                     |                             | Louis Marteau            |           |                    |
| 1848                                     |                             | François Guégnard        |           |                    |
| 1861                                     |                             | Louis Charpy             |           |                    |
| 1870                                     |                             | Louis Sébille            |           |                    |
| 1878                                     |                             | Pierre Jamain            |           |                    |
| 1912                                     |                             | Louis Dessard            |           |                    |
| 1919                                     |                             | Charles Chemillier       |           |                    |
| 1929                                     |                             | Albert Jamain            |           |                    |
| 1945                                     |                             | Jacques de Boischevalier |           |                    |
| avant 1977                               |                             | Charles Bellanger        |           |                    |
| mars 1989                                | mars 2008                   | Jacky Rouault            |           | attaché commercial |
| mars 2008                                | En cours (au 19 avril 2014) | Jean-Pierre Antoine      | DVD       | chaisier           |
| Les données manquantes sont à compléter. |                             |                          |           |                    |

### Intercommunalité
La commune est membre de la communauté d'agglomération Saumur Val de Loire.

## Population et société

### Démographie

#### Évolution démographique
L'évolution du nombre d'habitants est connue à travers les recensements de la population effectués dans la commune depuis 1793. Pour les communes de moins de 10 000 habitants, une enquête de recensement portant sur toute la population est réalisée tous les cinq ans, les populations de référence des années intermédiaires étant quant à elles estimées par interpolation ou extrapolation. Pour la commune, le premier recensement exhaustif entrant dans le cadre du nouveau dispositif a été réalisé en 2008.

En 2022, la commune comptait 530 habitants, en évolution de +6,64 % par rapport à 2016 (Maine-et-Loire : +2,12 %, France hors Mayotte : +2,11 %).
| 1793 | 1800 | 1806 | 1821 | 1831 | 1836 | 1841 | 1846 | 1851 |
| ---- | ---- | ---- | ---- | ---- | ---- | ---- | ---- | ---- |
| 402  | 436  | 448  | 453  | 445  | 473  | 479  | 454  | 454  |

| 1856 | 1861 | 1866 | 1872 | 1876 | 1881 | 1886 | 1891 | 1896 |
| ---- | ---- | ---- | ---- | ---- | ---- | ---- | ---- | ---- |
| 428  | 434  | 388  | 421  | 398  | 378  | 383  | 400  | 384  |

| 1901 | 1906 | 1911 | 1921 | 1926 | 1931 | 1936 | 1946 | 1954 |
| ---- | ---- | ---- | ---- | ---- | ---- | ---- | ---- | ---- |
| 403  | 406  | 399  | 380  | 384  | 364  | 343  | 349  | 360  |

| 1962 | 1968 | 1975 | 1982 | 1990 | 1999 | 2006 | 2008 | 2013 |
| ---- | ---- | ---- | ---- | ---- | ---- | ---- | ---- | ---- |
| 370  | 361  | 340  | 368  | 426  | 430  | 443  | 447  | 474  |

| 2018 | 2022 | - | - | - | - | - | - | - |
| ---- | ---- | - | - | - | - | - | - | - |
| 515  | 530  | - | - | - | - | - | - | - |

#### Pyramide des âges
La population de la commune est relativement jeune.
En 2018, le taux de personnes d'un âge inférieur à 30 ans s'élève à 36,3 %, soit en dessous de la moyenne départementale (37,2 %). À l'inverse, le taux de personnes d'âge supérieur à 60 ans est de 23,3 % la même année, alors qu'il est de 25,6 % au niveau départemental.
En 2018, la commune comptait 267 hommes pour 248 femmes, soit un taux de 51,84 % d'hommes, largement supérieur au taux départemental (48,63 %).
Les pyramides des âges de la commune et du département s'établissent comme suit.
| Hommes | Classe d’âge | Femmes |
| ------ | ------------ | ------ |
| 0,4    | 90 ou +      | 1,6    |
| 4,5    | 75-89 ans    | 6,5    |
| 15,0   | 60-74 ans    | 19,0   |
| 18,0   | 45-59 ans    | 16,9   |
| 22,5   | 30-44 ans    | 23,4   |
| 15,4   | 15-29 ans    | 11,7   |
| 24,3   | 0-14 ans     | 21,0   |

| Hommes | Classe d’âge | Femmes |
| ------ | ------------ | ------ |
| 0,9    | 90 ou +      | 2,1    |
| 7      | 75-89 ans    | 9,5    |
| 16,2   | 60-74 ans    | 16,9   |
| 19,4   | 45-59 ans    | 18,7   |
| 18,2   | 30-44 ans    | 17,5   |
| 18,8   | 15-29 ans    | 17,6   |
| 19,5   | 0-14 ans     | 17,6   |

## Économie
Sur 26 établissements présents sur la commune à fin 2010, 39 % relèvent du secteur de l'agriculture (pour une moyenne de 17 % sur le département), 12 % du secteur de l'industrie, 8 % du secteur de la construction, 27 % de celui du commerce et des services et 15 % du secteur de l'administration et de la santé. Cinq ans plus tard, en 2015, sur les 24 établissements présents, 29 % relèvent du secteur de l'agriculture (pour une moyenne de 11 % sur le département), 17 % du secteur de l'industrie, 8 % de celui de la construction, 33 % du secteur du commerce et des services et 13 % de celui de l'administration et de la santé.

## Culture locale et patrimoine

### Lieux et monuments
- La Pierre Couverte : dolmen recouvert par les labours.